# Glenwood (Oregon, Washington megye)
Glenwood az Amerikai Egyesült Államok Oregon államának Washington megyéjében, az Oregon Route 8 mentén elhelyezkedő önkormányzat nélküli település.

## Története
A Glenwood nevet 1880-tól használják, a posta 1886-ban nyílt meg. Az 1920-as években a Gales Creek and Wilson River Railroad vasútvonalán feküdt Aagaard (más néven Aagard) vasútállomása, ami nevét Olaf B. Aagaardról, az Aagaard Lumber Company tulajdonosáról kapta. Itt volt a Gales Creek Logging Company fafeldolgozója is. Állítólag a fakitermelés okozta a tillamooki erdőtüzeket. A második világháborúban több faipari cég összevonásával létrejött a Consolidated Timber Company.
1959-től 1995-ig villamosmúzeum működött itt. A helyi boltnak 2022 júniusától új üzemeltetője van. A nyugati oldalon az 1-es típusú diabéteszben szenvedő gyerekeknek nyári tábort létesítettek.
A bolttól délre, az egykori Fir település helyén mediterrán étterem és sörfőzde található.

## Fordítás
- Ez a szócikk részben vagy egészben  a   Glenwood, Washington County, Oregon című angol Wikipédia-szócikk ezen változatának fordításán alapul.  Az eredeti cikk szerkesztőit annak laptörténete sorolja fel. Ez a jelzés csupán a megfogalmazás eredetét és a szerzői jogokat jelzi, nem szolgál a cikkben szereplő információk forrásmegjelöléseként.